# Joeun Nom, Napun Nom, E-sanghan Nom
Joeun Nom, Napun Nom, E-sanghan Nom (em inglês:  The Good, the Bad, the Weird) é um filme sul-coreano de 2008, dos gêneros ação e faroeste, dirigido por Kim Jee-woon.